# Marianne Toute Seule
 (avril 2025).
Motif : Où sont les sources secondaires centrées sur le sujet ?
- Archive Wikiwix
- Bing
- Cairn
- DuckDuckGo
- E. Universalis
- Gallica
- Google
- G. Books
- G. News
- G. Scholar
- Persée
- Qwant
- (zh) Baidu
- (ru) Yandex
- (wd) trouver des œuvres sur Wikidata

| 1. | Préciser le motif de la pose du bandeau. | Précisez le motif de la pose du bandeau en utilisant la syntaxe suivante : {{admissibilité à vérifier\|date=avril 2025\|motif=remplacez ce texte par le motif}}                           |
| 2. | Informer les utilisateurs concernés.     | Pensez à avertir le créateur de l'article, par exemple, en insérant le code ci-dessous sur sa page de discussion : {{subst:avertissement admissibilité à vérifier\|Marianne Toute Seule}} |

La Marianne toute seule est une réplique de bateau traditionnel de pêche berckois, un cordier creux (ou ouvert), construite en 1992.  Elle est gérée par l'association Berck patrimoine et tradition et la ville de Berck (France).

## Description
Le Marianne Toute Seule est un cordier, un « cousin » du flobart, gréé en Bourcet-malet et équipé de deux mâts et à fond plat, avec une dérive centrale relevable et un mât arrière décentré et amovible. En l'absence de port dans cette région sableuse, ce type de bateau est conçu pour pouvoir s'échouer sur les plages. Il peut supporter quatre avirons,,.

### Caractéristiques techniques
- Longueur = 5,70 m
- Largeur  = 2,70 m
- Voilure  = 40 m2, trois voiles : foc (à l'avant), Bourcet-malet (grande voile et tape cul à l'arrière)[3]

## Historique
En 1992 est lancé le concours des « Bateaux des Côtes de France » organisé par le Chasse-Marée qui a pour but de construire une réplique ou de restaurer un bateau par village et de participer au rassemblement qui a lieu à Brest. Un groupe de passionnés propose à la mairie de Berck la construction d'un Cordier Berckois, qui l'approuve et le soutien financièrement. Le bateau est construit dans un atelier à Berck par P.Lamarche et M.Goalabré, deux diplômés des Chantiers de l'Enfer de Douarnenez. Puis La Marianne-Tout-Seule rejoint le rassemblement et remporta le 1er prix dans la catégorie des bateaux creux de moins de 6 mètres. Sa gestion fut confiée à l'association « Berck Patrimoine et Tradition » qui proposait la découverte de la baie de l'Authie à bord du Cordier.
Son port d'attache est le port de la Madelon en baie d'Authie. Depuis 2023, il est placé au cœur de la cour du musée de France d'Opale Sud à Berck. 

## Histoire du nom
Ce bateau doit son nom à Marianne-toute-seule qui était la fondatrice de la plage de Berck. Née en 1812, elle épouse Philippe Brillard avec qui elle a six enfants. L'épidémie de choléra de 1852 lui enlève son mari et quatre de ses enfants. Veuve avec deux enfants, on la nomme « Marianne-toute-seule ». Dès 1864, elle habite une maison isolée des dunes berckoises où elle garde des enfants de pêcheurs puis des enfants malades confiés par l'Assistance publique. Cette femme au grand cœur fit par son dévouement la richesse du pays et mourut le 3 août 1874.

## Pour approfondir